# Leptopelis bocagii
Espèce
Synonymes
- Cystignathus bocagii Günther, 1865 "1864"
- Hylambates angolensis Bocage, 1893
- Leptopelis bocagii var. leucopunctata Ferreira, 1906
- Hylambates brevipalmatus Ahl, 1930
- Leptopelis bocagei haasi Mertens, 1937

Statut de conservation UICN

 LC  : Préoccupation mineure
Leptopelis bocagii est une espèce d'amphibiens de la famille des Arthroleptidae.

## Répartition
Cette espèce se rencontre en Afrique du Sud, en Angola, Namibie, au Zimbabwe, en Zambie, au Mozambique, au Malawi, au Congo-Kinshasa, au Burundi, au Rwanda, en Tanzanie, au Kenya et en Éthiopie,.
Sa présence est incertaine au Botswana, au Soudan du Sud et en Ouganda.

## Description
Les mâles mesurent jusqu'à 50 mm et les femelles jusqu'à 58 mm.

## Étymologie
Cette espèce est nommée en l'honneur de José Vicente Barbosa du Bocage.

## Publication originale
- Günther, 1865 "1864" : Descriptions of new species of batrachians from West Africa. Proceedings of the Zoological Society of London, vol. 1864, p. 479-482 (texte intégral).